# Anas poecilorhyncha
Anas poecilorhyncha sau rață indiană cu ciocul pătat este o specie de rață mare care se reproduce în zonele umede de apă dulce din subcontinentul indian. Denumirea provine de la pata roșie de la baza ciocului care se găsește la populația din India continentală. Această specie și rața cu ciocul pețit estică (A. zonorhyncha) au fost considerate anterior conspecifice⁠(d).

## Taxonomie
Rața indiană cu cioc pătat a fost descrisă de naturalistul Johann Reinhold Forster⁠(d) în 1781 sub denumirea binomială actuală Anas poecilorhyncha. Denumirea genului Anas este cuvântul latin pentru „rață”. Epitetul specific poecilorhyncha combină cuvintele grecești clasice poikilos, care înseamnă „picior” sau „pătat” și rhunkhos, care înseamnă „cioc”.
Un studiu filogenetic molecular, publicat în 2009, care a comparat secvențele de ADN mitocondrial ale rațelor, gâștelor și lebedelor din familia Anatidae, a constatat că rața indiană cu cioc pestriț era o specie soră⁠(d) a unei clade care conține rața mexicană, rața fumurie, rața pestriță americană și rața sălbatică. Cu toate acestea, un studiu din 2014 arată că există o discordanță între filogenezele obținute folosind secvențe de ADN nuclear; rața indiană cu cioc pătat pare să fie mai apropiată de rațele din Laysan și rațele din Hawaii și să formeze o cladă soră cu rațele sălbatice din Lumea Nouă și Lumea Veche și cu rațele mexicane, americane negre și pestrițe. Există o hibridizare semnificativă între rațele sălbatice din Lumea Veche și rațele cu cioc pestriț din est, ceea ce conduce la o apropiere în ADN-ul lor mitocondrial care modifică filogenezele aparente.
Sunt recunoscute două subspecii:
- A. p. poecilorhyncha Forster, 1781 – India și Sri Lanka
- A. p. haringtoni (Oates, 1907) – de la Myanmar la sudul Chinei și Laos (denumită după Herbert Hastings Harington (1868-1916))[7])

## Galerie

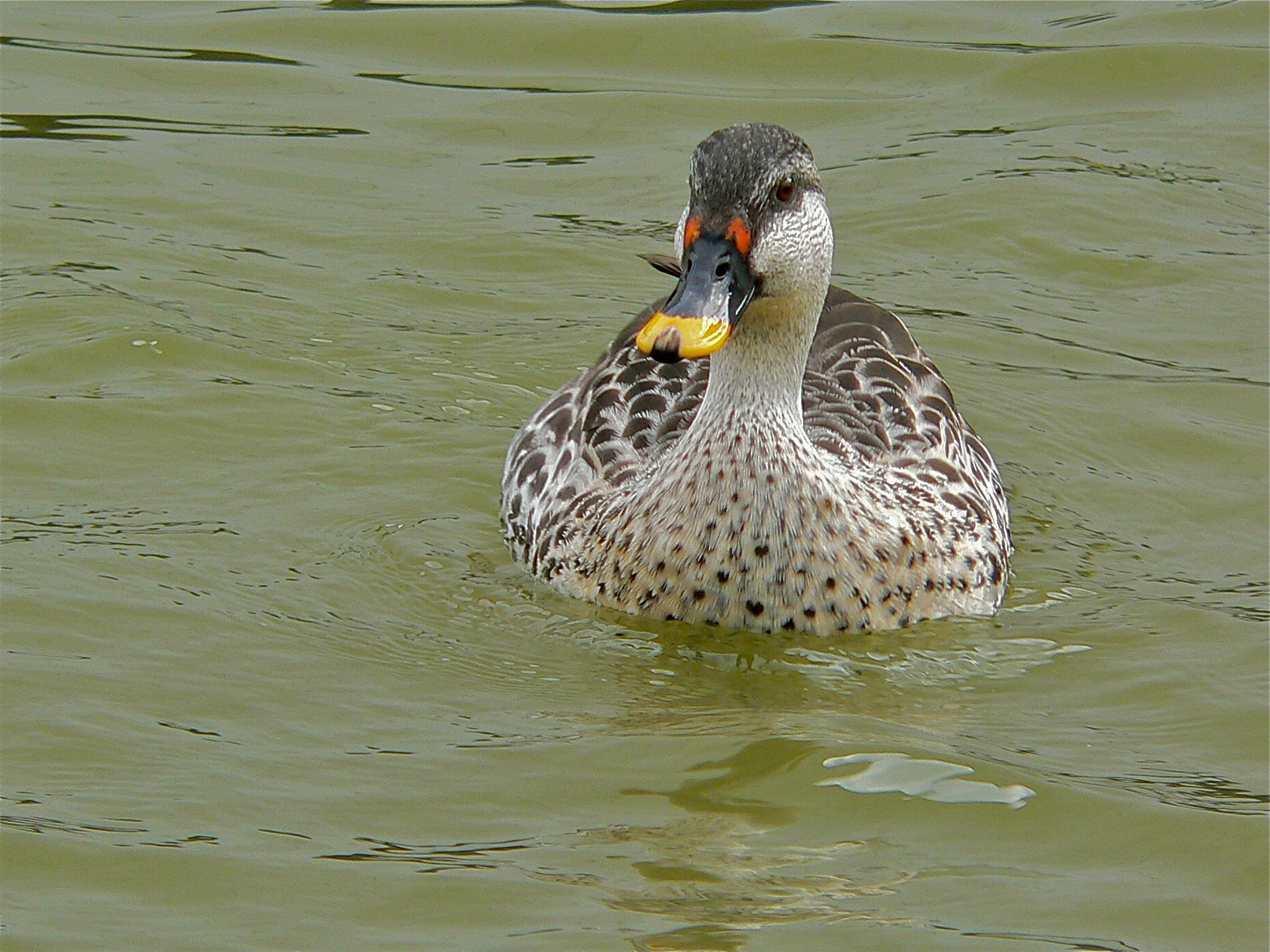
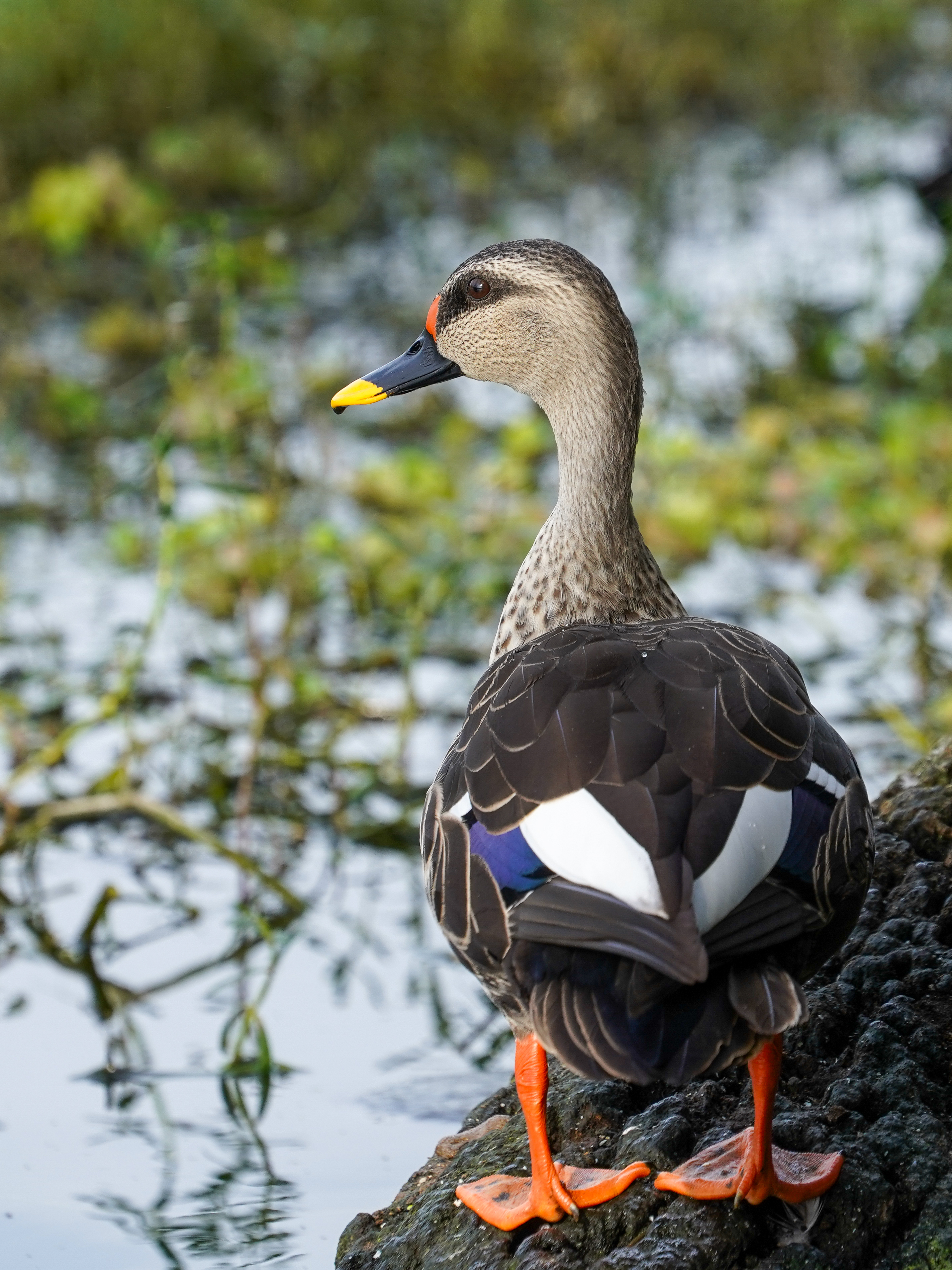
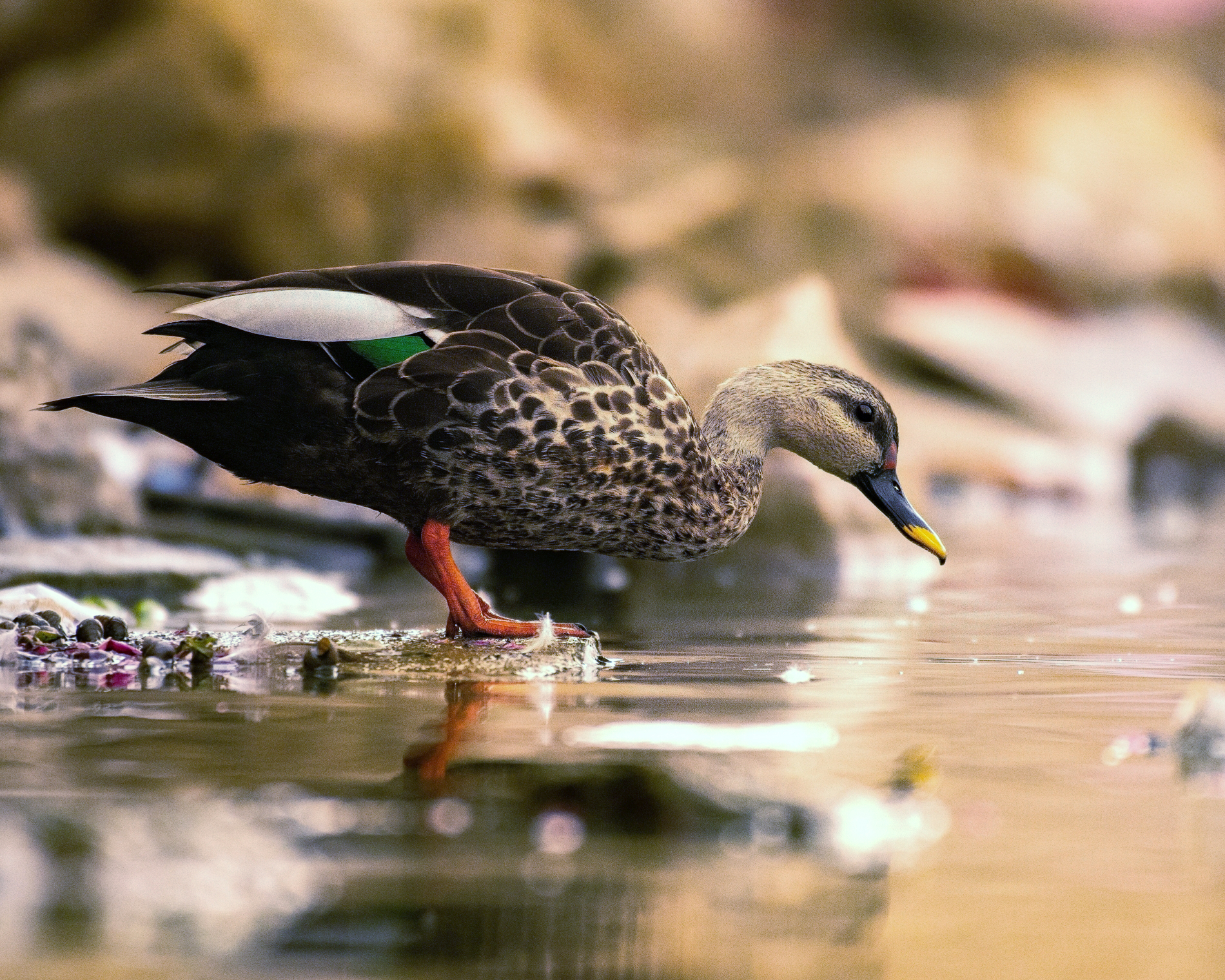
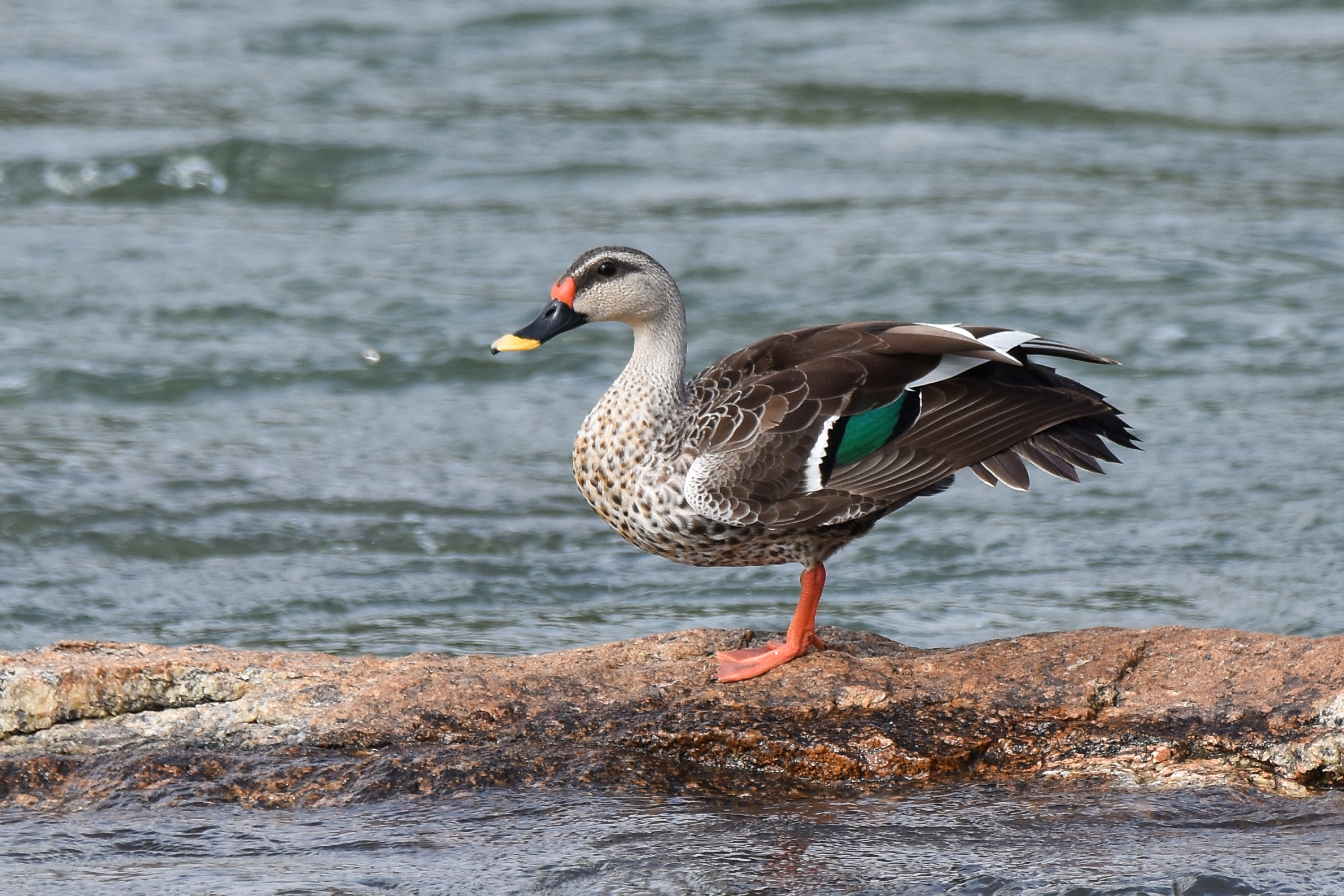
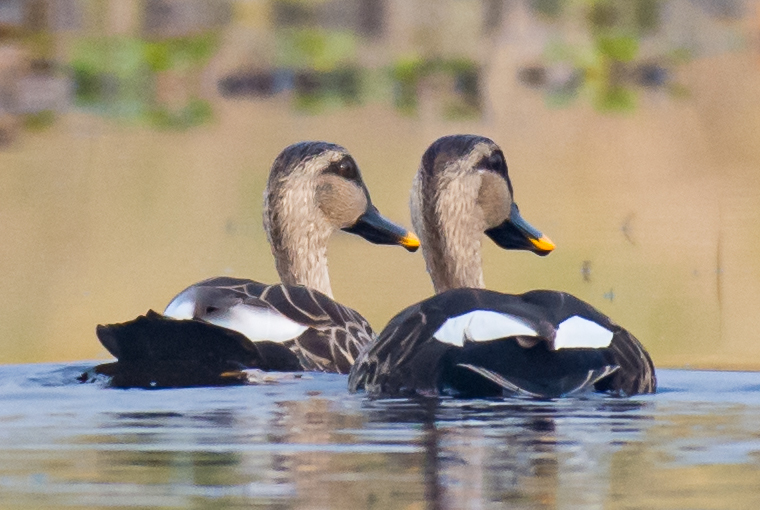